# Sambirobyong (Sumbergempol)
Sambirobyong is een bestuurslaag in het regentschap Tulungagung van de provincie Oost-Java, Indonesië. Sambirobyong telt 5008 inwoners (volkstelling 2010).